# Men (bóstwo)

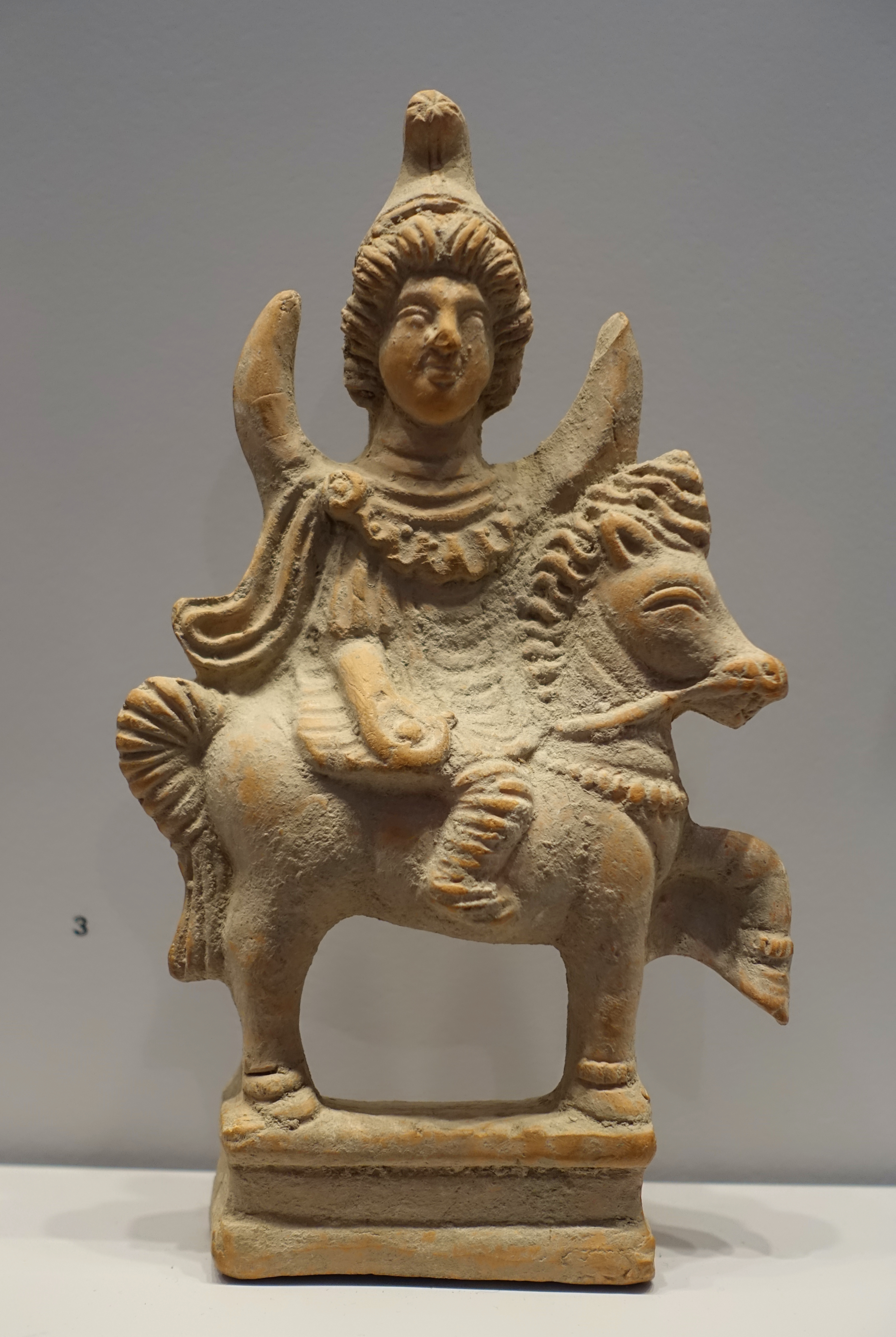
Men – statuetka terakotowa z Azji Mniejszej, III w. n.e. (zbiory Uniwersytetu Harvarda)

Men (stgr. Μήν) – hellenistyczno-rzymskie bóstwo synkretyczne czczone głównie na obszarze starożytnej Azji Mniejszej (Anatolii).

## Pochodzenie
Men lub Meis (Μείς) był bóstwem małoazjatyckim  pochodzącym najpewniej z Frygii (z grupy dawnych bóstw anatolijskich), którego kult począł znacząco rozprzestrzeniać się dopiero w czasach hellenistycznych. Pierwotne jego pochodzenie i powiązania z innymi kultami religii bliskowschodnich są wciąż trudno uchwytne. Wiele wskazuje, że początkowo było to bóstwo lunarne, którego charakter i postać ulegały stopniowym przemianom w miarę poszerzania zasięgu kultowego i łączenia się z innymi bóstwami z wierzeń lokalnych. Prawdopodobnie z początku znaczeniem odpowiadał babilońskiemu bogu księżyca Sinowi, od którego przynajmniej częściowo pochodzi. Zdaniem innych mógł jednak mieć związek z perskim bogiem księżyca Mao. Nowsze ustalenia wywodzą go od luwijskiego bóstwa księżyca Arma.
Trudność sprawia też właściwa postać jego imienia występującego w wielu odmianach – od Meis poprzez Mis po zlatynizowaną Mensis (na monetach z czasów cesarstwa rzymskiego). Za formę rodzimą uważać można Man[n]es, wywiedzione z lidyjsko-frygijskiego Ma[s]nes, zaś późnym odbiciem zgrecyzowanej formy jego imienia może być nawet Menas – popularny święty czczony we wschodnim chrześcijaństwie. Rzymianie niekiedy określali go mianem Lunus, traktując jako męskie wcielenie swej bogini księżyca.

## Ikonografia

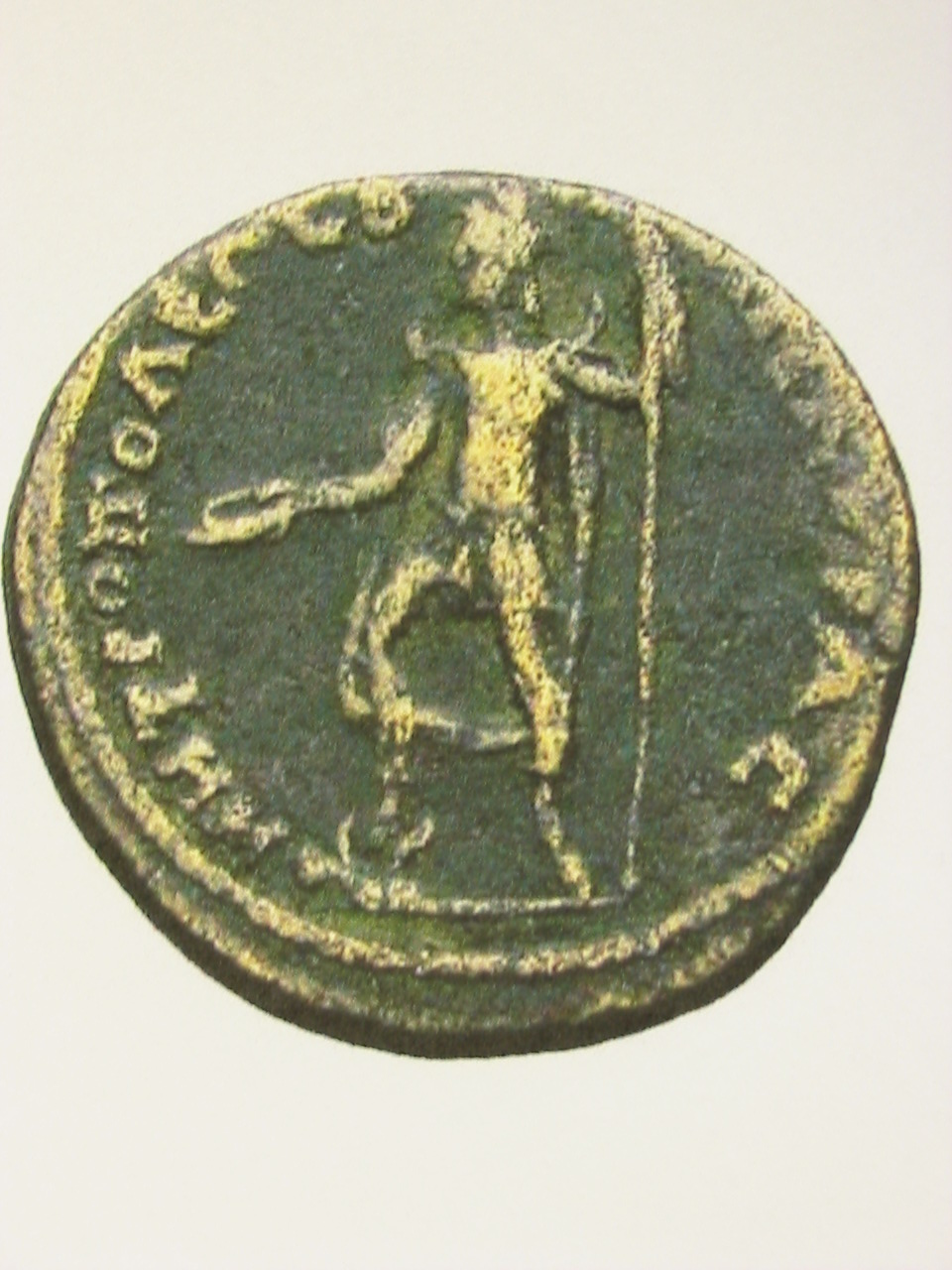
Men na monecie galackiej Ankyry z połowy III w. n.e.

Właśnie ekspansja kultu Mena z obszaru frygijsko-lidyjskiego w czasach hellenistycznych (od III w. p.n.e.) przeniosła go na całą Azję Mniejszą aż do Grecji kontynentalnej. Szczególne rozpowszechnienie nastąpiło wtórnie, w cesarstwie rzymskim od końca I wieku, zwłaszcza jednak w II i III stuleciu. Men wówczas był przedstawiany w postaci brodatego mężczyzny w płaszczu i w czapce frygijskiej, z półksiężycem za plecami (i często z kogutem u stóp), opartego na długim berle (niekiedy z owiniętym wężem) bądź włóczni, w drugiej ręce trzymającego zazwyczaj dużą szyszkę sosnową, nogą zaś depczącego czaszkę byka (bukranion). Wyobrażenia te dzielą się zasadniczo na dwie kategorie: bóstwa jako postaci stojącej (bardziej rozpowszechnione) i jako jeźdźca na koniu lub baranie (rzadsze i typowe raczej dla obszaru frygijskiego). Spotykane są też przedstawienia Mena powożącego rydwanem zaprzężonym w byki lub z bykiem albo lwem u boku.
Nie przetrwał niestety żaden z posągów, o których istnieniu wiadomo pośrednio (np. w Smyrnie, znany z inskrypcji dedykacyjnej). W rezultacie nawet ikonografia bóstwa nie jest jasna, a większość znanych szczegółów zawdzięczamy przedstawieniom na prowincjonalnych (miejskich) monetach cesarstwa rzymskiego z obszaru Azji Mniejszej. Dodatkowym, choć rzadkim źródłem ikonograficznym są wyobrażenia odciśnięte na lampkach oliwnych pochodzących ze wschodniej części obszaru śródziemnomorskiego. Spośród najczęstszych atrybutów Mena (poza półksiężycem) można z pewnością wymienić święte drzewo Frygów (symbol nieśmiertelności) i gałąź życia, kaduceusz, czapkę frygijską.

## Kult

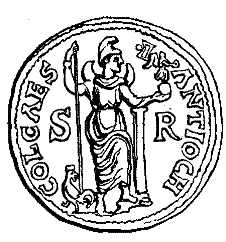
Men z atrybutami na monecie pizydyjskiej Antiochii z końca II w.

Nader słabe są również inne materialne świadectwa kultu tego bóstwa. Spośród kilku sanktuariów wspomnianych przez Strabona w jego Geografii zachowały się ruiny jednej tylko świątyni w Antiochii Pizydyjskiej. Dwie inne znajdowały  się według Strabona pomiędzy miastami Laodikeja i Karura (Geographia XII, 580), a nawet w pobliżu Aten (XII, 557), gdyż w III wieku kult Mena potwierdzony jest w Attyce, gdzie miał być popularny wśród niewolników. Na wyspach – np. Rodos, Delos, Tasos, kult poświadczają odosobnione inskrypcje. Ogólnie biorąc, kult tego „potężnego w Azji bóstwa” ograniczał się do wschodniej części imperium, sięgając dość daleko na wschód, o czym świadczyła założona w czasach perskich świątynia w Kabejra (dzis. Niksar).

Niemniej zawikłane i zróżnicowane są postacie (formy) kultowe tego bóstwa. Mena czczono zarówno jako pana niebios („Ouranios” Ούράνιος), jak i władcę świata podziemnego („Katachthonios” Καταχθονιός). Przypisywano mu również dobroczynny wpływ na rozwój roślin i zwierząt; zwracano się do niego tytułując go Panem („Tyrannos” Τύραννος). 

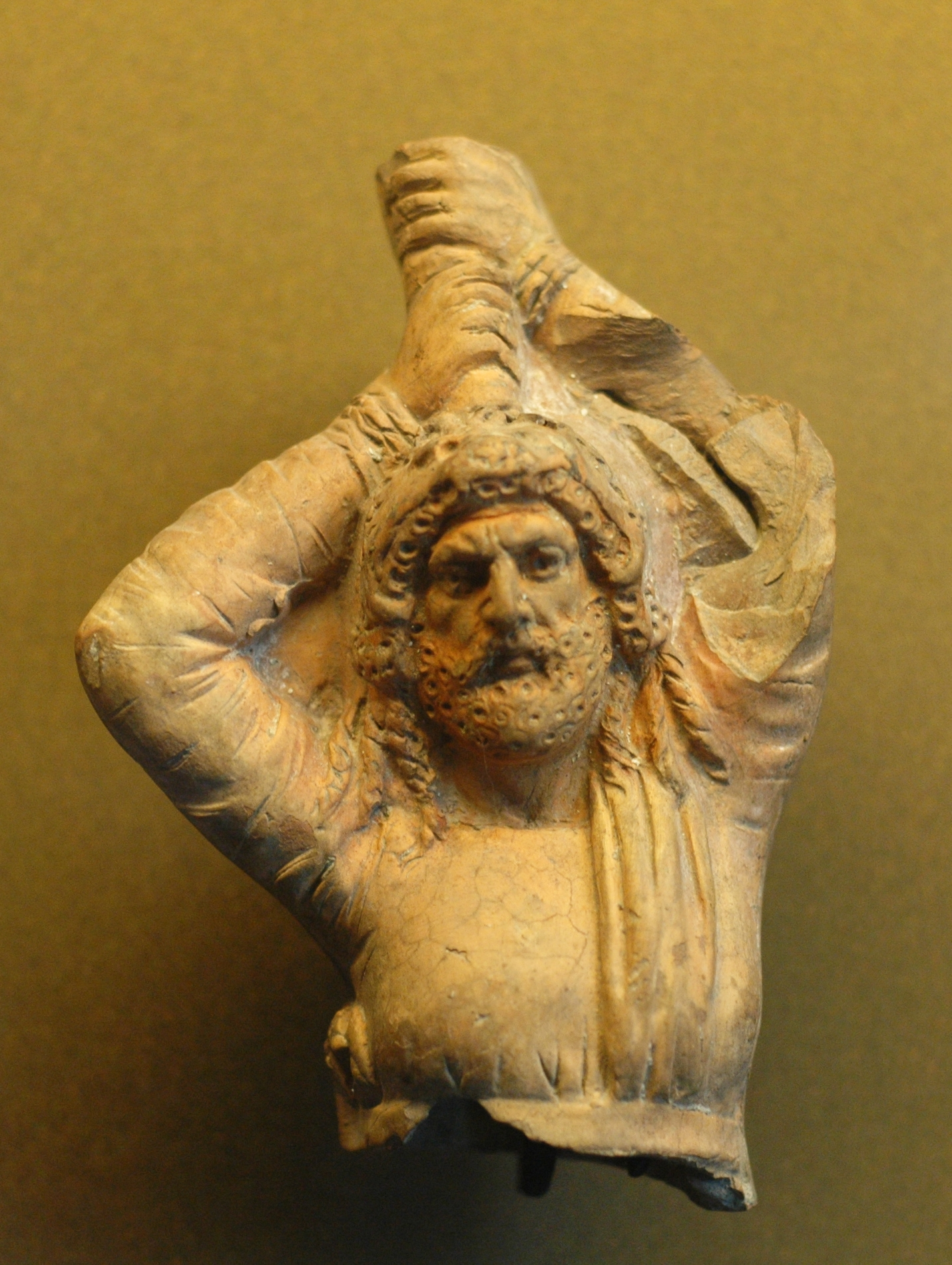
Men – terakotowe wyobrażenie z Tarsu (Cylicja), I wiek p.n.e. (Muzeum Luwru)

Miał poza tym mnogość lokalnych przydomków – jak „Phosphoros” (w Pamfilii), „Pharnakos” (w znanym w starożytności sanktuarium w regionie Pontu), „Askaenos” (w Antiochii Pizydyjskiej) itp. – podkreślających jego cechy szczególne. Wzywany był też w modlitwach jako strażnik grobów i dlatego wizerunek jego bywa spotykany w zdobieniach stel i nagrobków. Natomiast z pradawną funkcją uzdrowicielską tego bóstwa można łączyć wspomniane przez Strabona (XII, 580) istnienie szkół lekarzy przy niektórych świątyniach. Men uważany był jednak również za bóstwo wieszczące i stąd przypuszczenia o istnieniu jego wyroczni, np. w Attalei (Izauria) czy w Anabura (Pizydia), jakkolwiek pozostają one wciąż problematyczne i nieudokumentowane.
Potwierdzone jest za to w Azji Mniejszej istnienie związanych z jego kultem misteriów. Tłumaczy to, dlaczego w małoazjatyckim środowisku zachodnim zaczął on dość łatwo ulegać wchłonięciu przez silniejszy (także misteryjny) kult Kybele i Attysa – z którym zresztą dość często Mena poczęto utożsamiać. Tę synkretyczną tożsamość potwierdzałoby szereg inskrypcji znalezionych w Rzymie i w Ostii.
Niejasna geneza tego bóstwa i jego wielopostaciowość niewątpliwie przyczyniły się do tego, że łatwo uległo ono wtopieniu w system synkretyzmu religijnego, charakterystycznego dla późniejszych okresów cesarstwa rzymskiego. W wierzeniach utożsamiane bywa później nie tylko z Attysem, ale i trackim Sabaziosem, z Zeusem Dolichenosem i ze szczególnie popularnym Mitrą. Znaczące jest przy tym usytuowanie Mena w misteryjnym kulcie Mitry. Synkretyczne reliefy ukazują to bóstwo nie tylko obok Mitry, lecz nawet z boginią Hekate.